# Frizbiz
 (novembre 2019).
Frizbiz (société V Group) était une plate-forme collaborative de jobbing créée en 2013 par Augustin Verlinde et Romain Pollet.
Elle était basée à Lille, à EuraTechnologies, et s’était spécialisée dans l’univers de l’habitat. Elle mettait en relation des particuliers et des jobbers (bricoleurs et artisans) pour des services rémunérés de jardinage, bricolage, décoration ou d’entretien. Sa fonction géolocalisée permettait aux utilisateurs de proposer leurs services ou de trouver de l’aide rapidement à proximité. Depuis 2015, Leroy Merlin proposait ce service complémentaire à ses clients en ligne et dans ses magasins à travers la France. D'autres partenaires utilisaient également cette solution.

## Histoire de l’entreprise
Frizbiz a vu le jour en 2013 à Lille, portée par Augustin Verlinde et Romain Pollet. Leur volonté est de créer une communauté de proximité, d’entraide et de partage entre particuliers, tous domaines confondus.
En janvier 2013, la version bêta du site Frizbiz a été lancée dans l’agglomération lilloise. En mai de la même année, la plateforme se déploie à l’échelle nationale. En 2014, cette aventure entrepreneuriale prend une nouvelle dimension : le site web devient partenaire de l’enseigne de bricolage Leroy Merlin. Frizbiz permet d’apporter un service en adéquation avec les besoins des clients Leroy Merlin, pour leurs petits travaux : fixer une tringle à rideau, monter un meuble en kit, poser un mitigeur… La collaboration est d’abord en test dans trois magasins en France. Forte de son succès, la solution Frizbiz est proposée dans tous les magasins Leroy Merlin de l’Hexagone.
Ce partenariat a contribué à la spécialisation de Frizbiz dans l’univers de l’habitat lors de la refonte globale du site en 2017. La plateforme proposait alors 7 univers, allant du bricolage au jardinage, avec plus de 250 catégories. En 2015 et 2016, Leroy Merlin et le Groupe Adeo sont entrés au capital de l’entreprise. En 2017, Frizbiz était reconnue comme leader du marché du jobbing par le magazine Les Echos.
La start-up continuait de développer ses partenariats avec des grands noms tels que Weldom, Ikea ou encore Engie.
Le 4 mai 2020 la société a été placée en redressement judiciaire.

## Concept et fonctionnement
Frizbiz est un acteur de l’économie collaborative. Il propose à de nombreux foyers de bénéficier d'un complément de revenus grâce aux prestations de jobbing disponibles sur le site.
Les utilisateurs créent gratuitement leur profil sur la plateforme. Ils sollicitent ou proposent des services dans le domaine de l'habitat.
Pour faire réaliser ses travaux, il faut publier une annonce en détaillant son projet.
Des bricoleurs passionnés ou des professionnels, appelés jobbers, font des offres sur les projets qui les intéressent.
Les éditeurs des annonces reçoivent ces offres et sélectionnent leur jobber en fonction de son tarif, de ses compétences et de ses évaluations. En effet, à chaque prestation réalisée, les utilisateurs laissent un avis qui s'affiche publiquement sur le profil du jobber, afin d'informer les autres membres de la plate-forme sur la qualité du travail effectué.
Le site prend 20 % sur le coût de la prestation lors de la sélection afin de couvrir les frais de service.

## Acquisition par Ring Twice
En mars 2024, Frizbiz a été acquise par Ring Twice, une plateforme belge fondée en 2013 par trois étudiants. Avec cette acquisition, Frizbiz a été rebaptisée Ring Twice et intégrée au réseau de services proposé par la société. Ring Twice offre une large gamme de services dans plus de 120 catégories, allant du bricolage au ménage, en passant par le petsitting, babysitting, transport, cours particuliers, aide informatique, bien-être, animation d'événements et réparation d'électroménager.
Cette acquisition renforce la présence de Ring Twice en France, étendant son offre à un plus large public.